# Lâadi Flici
Lâadi Flici, né le 12 novembre 1937 à Alger, au cœur de  la Casbah d'Alger, est assassiné dans son cabinet à Djamaa Lihoud dans la Casbah  le 17 mars 1993 est un docteur en médecine (pédiatre), conférencier, écrivain, romancier, essayiste et nouvelliste algérien.
La vie de Flici fut riche et mouvementée, il a entre autres été : détenu politique, président de la section universitaire du FLN, président du Comité exécutif de l'UGEMA, responsable de l'Union nationale des étudiants algériens (UNEA) durant les premières années d'indépendance de l'Algérie (après 1962), membre du Conseil consultatif national (CCN) mis en place par le pouvoir au début des années 1990, membre fondateur de l'Union des Écrivains algériens, membre du jury lors du premier Festival national du théâtre Professionnel, du 16 au 26 septembre 1985 au Théâtre national algérien (TNA). 
Il a reçu le Grand prix international de littérature consacré à la ville d’Alger en 1987.
Le Théâtre de Verdure d'Alger porte son nom.
Il fait partie des toutes premières victimes du terrorisme tombées entre mars et juin 1993 après sa candidature législative.

## Biographie
Boualem Flici, père de Lâadi, et fils d’Abdelkader et de Baya Dib, est né le 28 février 1899 à Alger et mort le 26 février 1988. Marchand de légumes au marché Nelson à la Casbah d'Alger et ancien secrétaire au trésor de l'association des Oulémas musulmans algériens (dirigée par le cheikh Abdelhamid Ben Badis), il épouse Laldja Djouhri, originaire de la petite Kabylie, et aînée de 7 garçons.
Tout comme ses 8 frères et sœurs, dont il était le sixième, Lâadi est très tôt imprégné de la magie des rues de la Casbah. Élève plutôt moyen, car totalement désintéressé de l’école, Lâadi a, jusqu’à ses treize ans, passé la plupart de son temps à jouer à la « Roulma » (des skates improvisés, fabriqués à l’aide de morceaux de bois disposés en croix amovibles, sur des roulettes à billes, sur laquelle il faut s’accroupir et être poussé pour entamer, généralement, des pentes plutôt dangereuses), et à errer dans les rues de la Casbah. Curieux et plein de vie, tout en étant discret et timide, Lâadi était un enfant attachant, sensible et bienveillant, des qualités qu’il a su garder et enrichir tout au long de sa vie.
Dès son jeune âge, Lâadi Flici est très proche et influencé par son grand frère Mohammed, né le 28 mars 1925], et mort le 3 juin 1991, des suites d'une longue maladie. Il était instituteur de formation puis inspecteur, membre fondateur de l’Union générale des travailleurs algériens (UGTA) fondée le 24 février 1956 dans la mouvance du Front de libération nationale algérien (FLN). Trésorier puis coordinateur de l’UGTA lors de l’arrestation de son secrétaire général Hassen Bourouiba, il fut à son tour arrêté le 30 juin 1956 par les autorités françaises à proximité de la mosquée Ketchaoua à la Casbah d'Alger, et condamné à mort, condamnation qui n’eut pas lieu car il se fit passer pour un déséquilibré mental. Fidèle partisan du FLN, membre du comité central du FLN, ancien commissaire du parti à Paris de 1978 à 1983, puis à Mostaghanem de 1984 jusqu’à son décès, Mohammed choisit de poursuivre sa carrière au sein du parti unique, tandis que Lâadi, lui, décide de le quitter dès 1964. Néanmoins, les deux frères, très complices, restèrent bien plus que des frères de sang, des frères de combat, au nom de leur Algérie adorée.

## Formation
Lâadi Flici fait ses études à Alger. Le 6 juin 1952, il obtient son certificat d’études primaires délivré par l’école Gambetta Groupe, ainsi que son brevet sportif scolaire de l’enseignement du premier degré, le 20 juin de la même année. Très jeune, alors élève à l’école Sarrouy, rue Montpensier, près de la Casbah d’Alger, Lâadi avait d’autre préoccupation que d’aller à l’école, comme s’engager pleinement dans la lutte de libération nationale. « Je n’allais à l’école qu’en début d’année » ironisait-il. Lâadi finit donc par  interrompre ses études en 1954 pour s'activer, dans un premier temps, au sein de l’Union de la jeunesse démocratique algérienne (UJDA), qui siégeait au 8 Rue Bab-Azoune. Il adhère, en parallèle, à la branche de la jeunesse communiste, ainsi qu’au  mouvement du journal « Alger Républicain ». Après son incarcération en 1956, à la prison Barberousse (actuellement Serkadji), il décide de commencer ses études de médecine, qu’il entame dès lors, avant de les interrompre durant une année, de 1962 à 1963. Durant cette année, il occupe le poste de conseiller de Kaid Ahmed.

## Théâtre
Passionné de théâtre, sans en avoir jamais fait, Lâadi, âgé d’à peine 17 ans, passait son temps à écrire des pièces théâtrales que ses amis interprétaient, sans grande conviction. Pour eux, ce n’était qu’un jeu, des moments de rire et de joie qu’ils partageaient au square Montpensier. Lâadi lui, était à cheval sur l’interprétation et la gestuelle, alors qu’il n’avait encore jamais mis les pieds dans un théâtre. Quelques années plus tard, Lâadi écrira nombre de pièces théâtrales, mises en scène et interprétées.  Il a même fait partie des membres du jury lors du premier Festival national du Théâtre professionnel, du 16 au 26 septembre 1985 au Théâtre national algérien (TNA). Une passion que Lâadi a su vivre jusqu’au bout, avec beaucoup de talent  et de succès incontestables. « Mes camarades de l’école Sarrouy et moi-même avons découvert toutes les valeurs et les passions de la jeunesse grâce à Lâadi Flici. La poésie, la musique chaâbi, le théâtre, la boxe, la politique, le patriotisme, c’est à lui que nous devons nos premiers engagements » témoigne Ali Mabtouche, son ami de toujours. Passionné de sport, le football occupait une grande place, tant dans son cœur qu’au bout de sa plume. Pour lui, cette discipline était la continuité de la Révolution du peuple algérien contre la répression et la Hogra, qui se passait sur une pelouse, autour d’un ballon et non sous les feux et la cruauté de la rue. Une victoire du Mouloudia d'Alger contre les clubs français représentait, pour lui, une victoire symbolique d’un peuple réprimé contre l’ogre colonisateur. Son autre sport fétiche était la boxe, qu’il pratiquait sous les voûtes de la place du gouvernement où il apprit à croiser les gants sous la houlette d’Ammi (l’oncle) Tahar du Boxing club algérois.
Engagé sur la scène littérature, Lâadi Flici  sera membre fondateur de la première Union des écrivains algériens (UEA) créée  le 28 octobre 1963, une instance qui comptera à sa création des membres comme Mouloud Mammeri qui en été le président, Jean Sénac (secrétaire général), Kaddour M'Hamsadji (secrétaire général adjoint), Mourad Bourboune ou Ahmed Sefta. Il est aussi vice président du conseil de l’association El Ankaouiya, présidée par feu Boujemaa Mohamed dit El Ankiss, et membre du comité de mélomanes de cette même association culturelle, artistique et populaire, dont la demande d’agrément fut déposée en juin 1982.

## Militantisme
Enfant de la Casbah, Lâadi Flici est depuis sa tendre enfance, imprégné d’un patriotisme ardent. Modeste, timide et discret, préférant écouter que parler, Lâadi est pourtant un meneur d’hommes. Son parcours patriotique n’est pas très connu, même de ses proches. Il n’évoquait que rarement, que cela soit dans ses écrits ou avec ses amis, son passé de militant. Ce sont ses camarades et ses compagnons de guerre qui rapporteront l’essentiel de son parcours patriotique. C’est en 1954, alors âgé de  17 ans, que Lâadi rejoint l'Union de la Jeunesse démocratique algérienne (Ujda), une branche de la jeunesse communiste, ou plus exactement, une association de jeunes encadrée par les communistes. Dans son militantisme, Lâadi a décidé d’impliquer les jeunes de la Casbah, et plus précisément ceux de son école « Sarrouy ». Un jour, il improvise une réunion, où il monopolise l’attention de tous ses camarades pour leur faire part de son grand et important projet pour eux. « Il faut qu’on s’engage » dit-il. Il poursuit en leur parlant de l’Ujda, première organisation de jeunesse d’Algérie, tout en détaillant l’objectif de s’allier à une association chapeautée par des communistes. Il leur parle alors des dirigeants et des objectifs du parti communiste algérien (PCA), tel qu’Henri Maillot, Henri Alleg (voir son livre la Question), Belkacem Hannoun, Mustapha Saâdoun et bien d’autres. Quant à l’objectif à long terme de Lâadi, il était d’essayer de rallier à sa cause le maximum de ses camarades et de ses compagnons de la Casbah pour créer un noyau latent au cœur même de la Casbah, de les former et de les préparer pour que, le moment venu, ils soient prêts à prendre les armes. Lâadi les a, par la suite, entraînés avec lui au « coin du jeudi », un espace de formation politique et de militantisme organisé par Alger Républicain, où il militait depuis quelques mois.
Essentiellement formée de militants mineurs, les activités des membres de l’Ujda résidaient dans la distribution active de tracts imprimés au journal Alger Républicain. Ces jeunes dévoués ont, parmi d’autres, abouti à jouer un grand rôle d’information et de persuasion, appelant à une mobilisation totale et irréfutable, lors de la grève générale du 19 mai 1956. L’idée était d’interdire l’accès aux écoles et aux lycées de la capitale, et d’encourager les jeunes à répondre favorablement à l’appel d’Alger.
Lâadi a aussi entraîné les membres de l’association au cœur des manifestations du Parti du peuple algérien (PPA) face aux  Compagnies républicaines de sécurité (CRS). Les adeptes de l’Ujda avaient appris durant leur formation à préparer des cocktails Molotov, à partir de bouteilles d’Orangina remplies d’essence, lancées ensuite par les adultes contre les CRS. Ils ont aussi fait signer plusieurs pétitions, distribué et vendu le journal Liberté, l’organe central du Parti communiste algérien. Ces jeunes militants avaient aussi pour mission d’encadrer et de scolariser les enfants et les jeunes dans les écoles désaffectées, pour les mettre à l’abri des exactions meurtrières et aveugles de l'Organisation armée secrète (OAS).
Durant le festival international de la jeunesse de 1955 à Varsovie, l’étudiant Lâadi Flici a escaladé une statue sur une place publique de la ville et a déployé le drapeau algérien sous les applaudissements de milliers d'étudiants venus du monde entier.
En 1956, Lâadi est arrêté par la Direction de la Surveillance du territoire (DST française) et incarcéré, après un interrogatoire musclé, à la prison de Barberousse (actuellement Serkadji) pendant une année. Condamné à mort par l’autorité coloniale, il est finalement gracié parce qu’il était mineur. Son séjour en prison ne l’a ni désorienté ni éloigné de ses convictions, ni de ses objectifs, dont la finalité était d'obtenir l'indépendance de l'Algérie.  
Lâadi considérait que l’engagement pour une cause juste valait mieux que de grands moyens. Sensibiliser et monopoliser les masses, distribuer des tracts, soutenir et initier des campagnes anticolonialistes, participer aux manifestations, soigner les blessés, voilà les grandes lignes de la révolution de Lâadi. Initié à la poésie et grand amoureux du verbe, Lâadi s’est armé de sa plume et de son bistouri pour combattre les forces d’occupation française.

## Médecin des pauvres
En 1964, Lâadi reprend ses études de médecine. Il soutient sa thèse de Doctorat en 1967, pour enchaîner avec une année de spécialité en psychiatrie, avant de changer pour la pédiatrie. Il exerce des années durant à l’hôpital Mustapha Pacha, puis à l'hôpital Parnet (appelé ensuite Nafissa Hamoud), avant de s’installer, et d’ouvrir son propre cabinet au 24 rue Amar Ali. Il aimait les enfants, et faisait tout ce qu’il pouvait pour les soigner. Il se portait même volontaire pour accompagner ceux qui en avaient besoin dans leur quotidien. Il prenait sous son aile des enfants en détresse, les soutenait et les encourageait dans leur cursus scolaire. Il comprenait les besoins des adolescents et avait de l’empathie pour les jeunes chômeurs. Pour l’anecdote, Lâadi garait sa voiture devant son cabinet, alors qu’il  y avait un garage à 200 mètres, mais il n’avait pas peur de se faire voler, ou voir sa tôlerie abîmée, car il savait que sa voiture ne risquait rien. En réalité, sa voiture était là pour sa malle, qu’il laissait ouverte pour les vendeurs de tabac à la sauvette. Quand la police arrivait, ils ouvraient sa malle et cachaient leur marchandise à l’intérieur.
Surnommé « le médecin des pauvres», Lâadi avait sa propre astuce. Connaissant le caractère orgueilleux des habitants de la Casbah d'Alger, il ne prenait jamais le risque de ne pas faire payer ses patients nécessiteux, les femmes en particulier, et plus spécialement les vieilles femmes qui comptaient, avec leurs enfants et petits-enfants, le plus grand nombre de ses patients.
Il savait qu’en refusant d’encaisser les visites de ces pauvres malheureuses, il prenait le risque de ne pas les voir revenir consulter et se faire soigner. Il leur demandait alors qu’elles étaient leurs spécialités en cuisine, et les sommait de revenir avec un bon petit plat ou des gâteaux. Peu importait pour lui car ces femmes étaient contentes de lui offrir quelque chose, et elles revenaient toutes !  Il appliquait le principe d’une recette contre des soins. Mais sa générosité ne s’arrêtait pas là car, à son tour, il offrait les présents qu’il recevait à d’autres personnes dans le besoin.

## L’homme de lettres
L’écriture de Lâadi Flici ne se départ jamais de la douceur rythmée du verbe, répétitive, suggestive et prenante. Le stylo est sa première arme et la Casbah d'Alger sa passion. Il a commencé à sentir la nécessité d’écrire quand il a été incarcéré en 1956, à Serkadji. C’est ce qu’il confie à Ferhat Cherkit, un de ses amis, assassiné lui aussi par le terrorisme islamiste le 7 juin 1994. Lâadi disait que « L'isolement crée la nécessité de communiquer, la nécessité de dire, en tant que prisonnier, certaines choses aux non-prisonniers. Le prisonnier détient une vérité, c’est pour cela qu’il est enfermé d’ailleurs (El Moudjahid du 25 juin 1985) ». Cette nécessité qu’il souligne, fait qu’il soit « entré en littérature comme on entre en sacerdoce, avec la ferveur du néophyte », note encore Cherkit. Puis, il a rencontré dans la salle 9 de Serkadji, Moufdi Zakaria, l’écrivain de l'hymne national algérien (Kassamen). Un homme qui l’a marqué.
Sa vocation de poète aurait donc germé pendant les années de détention. Son œuvre se situe au confluent de deux courants poétiques, celui représenté par Kateb Yacine et Malek Haddad, d’une part, et Jean Sénac et Mohammed Dib de l’autre, mais elle a su trouver sa propre voix.
Dans ses écrits, Lâadi a toujours chanté la Casbah d'Alger, l'Amour, le sport, le Mouloudia, les jeux de la boqala, les chansons de l’escarpolette, Bir Djebbah, Zoudj Aioun…il chantait la culture de sa Casbah adorée. Il a touché à la quasi-totalité des genres littéraires. Il n’en affectionnait aucun particulièrement. « Le genre est un moyen accessoire que j’utilise. Ce n’est pas une finalité, c’est un moyen de communication » disait-il. Il utilise le poème quand il estime que le poème pourrait l’aider à toucher un plus large public, à l’instar du poème rédigé après l’assassinat de Patrice Lumumba pour exprimer sa révolte. Il utilise beaucoup la chronique, parce qu’elle lui permet de dire beaucoup de choses en quelques lignes, elle lui permet de combler le fossé entre le passé et le présent. « Chaque chronique peut être le départ d’un poème ou d’une nouvelle, d’un scénario ou d’un roman…chaque chronique me permet de voyager dans la mémoire tatouée de mon pays» disait-il. « Toute écriture est intentionnelle, toute écriture est idéologique. Il n’y a pas et il ne saurait y avoir d’écriture innocente. Mon écriture a toujours été une écriture qui reflète l’idéologie du Front de libération national (FLN) parce que l’écriture est une superstructure, tout comme le théâtre, le cinéma et le sport » confie-t-il à Révolution africaine (semaine du 18 au 24 octobre 1984). À ce sujet, il convient de préciser qu’il s’agit ici du FLN originel, car en 1989, Lâadi s’est signalé par une virulente diatribe contre le « Gouvernement des colonels ». Lors d’un passage à la chaîne III de la radio nationale algérienne, Lâadi s’est clairement adressé à Kasdi Merbah, en disant : « on ne veut pas de colonels chez nous, qu’ils retournent à leurs casernes ».
Son style incisif, sec, heurté est fait pour la caméra. Lâadi découpe souvent ses récits en scènes cinématographiques en utilisant une scénographie écrite en italique. Pour lui, le verbe est sacré, il permet de chanter l’amour, d’immortaliser l’histoire, de peindre les parfums de sa Casbah et de matérialiser ses idées.
Lâadi est mort en laissant nombre d'écrits, de manuscrits et de projets suspendus dans le temps. Des romans inachevés, des pièces de théâtre, les unes inachevées et d’autres non interprétées, ainsi et surtout que des projets socioculturels qui, pour Lâadi, sont nécessaires à la sauvegarde de l’identité algérienne. Tel que le projet « Sarah-Edition » dont le principe et le but était de créer une maison d'édition pour y imprimer des livres, tous genres confondus, et de les distribuer ou de les vendre à des prix symboliques.
L’association art et culture sise théâtre des verdures, qui porte de nos jours le nom du défunt Docteur Lâadi Flici est une association qu’il crée avec ses plus proches amis ainsi que des personnes passionnées de culture et d’art, et dont l’existence tendait à raviver et à imprégner la société algérienne d’une culture dont elle est restée longtemps privée sous le joug du colonialisme français. C'est une association qui n’est plus. Elle a disparu avec la disparition de son initiateur, feu Flici. La construction, inachevée, d’une clinique au cœur de la Casbah d'Alger, aujourd’hui tombée en ruine, était destinée à apporter les soins nécessaires aux habitants de son quartier de cœur. Reste, heureusement, que certains des projets qui lui tenaient à cœur, et qu’il a eu le temps, avec ses amis, de concrétiser, existent toujours, comme la Fondation Casbah, dont il était le vice-président.
Lâadi Flici a représenté la génération qui a vécu avec les yeux de la certitude et dans sa propre chair l’épreuve de la libération nationale. Il a été assassiné dans son cabinet médical par des terroristes le 17 mars 1993, dans la même maison, devenue son cabinet médical, dans cette chambre qui l’a vu naître 56 ans auparavant. L’endroit où il se considérait le plus en sécurité. Alors qu’il avait été mainte fois menacé, il disait a ses proches: " à la casbah, je suis en sécurité, rien ne peut m’atteindre". Il avait tellement tort ! Lâadi Flici était militant dans l’âme, il se sentait concerné par l’histoire et la politique culturelle de l’Algérie, il était de tous les combats justes. Il a représenté la génération qui a vécu « avec les yeux de la certitude ».

## Œuvres
- La passion humaine, Éditions J. Millias-Martin‚ Paris‚ 1956
- La démesure et le royaume, Éditions SNED‚ Alger‚ 1969
- Les Mercenaires (théâtre), Éditions SNED‚ Alger‚ 1973
- La Cour des Miracles (théâtre), Éditions SNED‚ Alger‚ 1978
- La Houle (nouvelles), Éditions SNED‚ 1982
- Les feux de la rampe (nouvelles), Éditions SNED‚ 1982
- Clair-obscur (nouvelles) - Éditions ENAL 1984
- Qui se souvient de Margueritte (chronique), Éditions ENAL 1984
- Sous les terrasses d'antan ", Éditions ENAL Alger 1985
- Le temps des cicatrices, Éditions ENAL Alger 1986